# Ben's Brother
I Ben's Brother sono un gruppo rock britannico fondato nel 2006 dal frontman Jamie Hartman  che ha scritto col cantante Nate James il brano Justifly Me.
Il gruppo si è fatto conoscere in Italia con il singolo Let Me Out, che è arrivato alla numero 2 nell'airplay e alla numero 8 tra i più scaricati.
Il loro album di debutto, Beta Male Fairytales, è stato pubblicato il 6 agosto 2007.
Una canzone del loro album, "God By Another Name", divenne uno dei singoli gratuiti e liberi da scaricare da iTunes Store. Recentemente, una loro canzone "Stuttering" venne utilizzata per uno spot pubblicitario in Canada e negli Stati Uniti per la Dentyne Ice. La predisposizione al download gratuito di alcuni dei loro singoli in un sito web, ha permesso loro di avere archiviato un discreto successo negli Stati Uniti, fornendo così la possibilità di suonare in Texas.
La band ha debuttato negli USA in festival, al South by Southwest nel marzo del 2008.

## Formazione
- Jamie Hartman - voce, pianoforte, chitarra
- Kiris Houston - tastiera, chitarra
- Dan McKinna - basso
- Dave Hattee - batteria
- Tim Vanderkuil - chitarra

## Discografia

### Album in studio
- 2007 - Beta Male Fairytales
- 2009 - Battling Giants

### Singoli
- 2007 - Beauty Queen
- 2007 - Rise
- 2007 - Let Me Out
- 2007 - Carry on
- 2008 - Stuttering (Kiss Me Again)
- 2009 - Stalemate (feat. Anastacia)